# ニトロプラス ブラスターズ -ヒロインズ インフィニット デュエル-
『ニトロプラス ブラスターズ -ヒロインズ インフィニット デュエル-』は、ニトロプラスとエクサムが開発したアーケードゲーム。
アーケード版は2015年4月30日に稼働が開始され、コンシューマ移植版（PlayStation 3 / PlayStation 4、以下・CS版）は同年12月10日にマーベラスから発売された。

## 概要
ニトロプラスとエクサムの共同開発による対戦型格闘ゲームで、『ニトロ+ロワイヤル -ヒロインズデュエル-』（以下：『ニトロ+ロワイヤル』）を再構築した作品でもある。本作には、『ニトロ+ロワイヤル』以降に発売されたゲームのヒロインや、ニトロプラスのスタッフが携わった作品（主に虚淵玄が製作に関わった作品）のキャラクターなども参戦している。また、CS版では開発元のエクサムつながりで『アルカナハート3 LOVE MAX SIX STARS!!!!!!』から愛乃はぁとが、販売元のマーベラスつながりで『閃乱カグラ ESTIVAL VERSUS -少女達の選択-』から焔がそれぞれプレイヤーキャラクターとして参戦し、のちにAC版にも参戦した。

## システム
操作系は1レバー+5ボタンで、ボタンは「弱攻撃」・「中攻撃」・「強攻撃」・「エスケープアクション」（以下：EA）・「ヘビィアクション」（以下：HA）の5つに割り当てられている。
弱・中・強攻撃ボタンを同時に押すと、自分の体力・パワーゲージを回復して相手を吹き飛ばす「インフィニットブラスト」が発動する。
本作ではプレイヤーキャラクターのほかにも、パートナーキャラクターを2人選択することが可能であり、ゲージが貯まり次第呼び出して援護攻撃「パートナーブリッツ」をしてもらうことが可能である。パートナーは呼び出されたら確実に行動を起こすというシステムになっている。
強攻撃とHAを同時に押すと、演出が発生し、攻撃ボタンを連打させることで「ヴァリアブルラッシュ」が発動し、パワーゲージ2つ分を消費させながらコンボが発生する。
また、レバーで特定のコマンドを入力したのち中・強攻撃ボタンを同時に押すと、パワーゲージ3つ分を消費する大技「リーサルブレイズ」が発動する。「リーサルブレイズ」発動時は、アニメーションを用いたカットインが入る。
CS版はアーケード版とは異なるシナリオが追加されるほか、クロスマッチングにも対応している。また、トレーニングモードやスコアアタックモードなども搭載されている。

## 制作

### AC版
アーケード版『ニトロ+ロワイヤル』の制作が滞っていた矢先にエクサム側から声をかけられたのが本作を作るきっかけになったと、『ニトロ＋ロワイヤル』のディレクター・おがみけいちは振り返っている。
人選はニトロプラス側によるものであり、開発初期からパートナーシステムの導入は決まっていた。おがみによると、三世村正とエチカの二人はそれぞれの理由から格闘ゲームのキャラクターにするのが難しく、エクサムと話し合いながらキャラクター付けを行ったとしている。
初心者でもマニアでも遊べるよう様々な調整が施されており、たとえば逆転要素であるヴァリアブルラッシュは初心者が混戦に対応できるようにするために導入された他、3ゲージの超必殺技であるリーサルブレイズは演出が派手なものになっており、原作ファンでも遊びやすいよう相手にあてやすくしてある。インフィニットブラストやパートナーブリッツなどはマニアの使用を想定して導入された。

## ストーリー

### ストーリーモード
ヒロイン達は、各々の見覚えのある場所が継ぎ合わさったモザイク・ワールドにて目を覚ました。
自分にとって見覚えのある場所は、他のヒロインにとっては見覚えのない場所だったこともあり、彼女達は困惑しつつも、襲撃者をはねのけながら元の世界へ帰る方法を模索した。

### アナザーストーリーモード
1910年代、市長・チャールズ・D・ウォードの不審死を皮切りに、アーカムシティでは怪事件が多発していた。
人ならぬ歌姫が姿をくらます中、怪事件の黒幕に追手が迫りつつあった。

## キャラクター
各キャラクターの詳細はそれぞれの作品の登場人物の欄を参照。

### プレイヤーキャラクター
アイン
声 - 高垣彩陽
登場作品 - Phantom -PHANTOM OF INFERNO-
モーラ
声 - 山菱白花
登場作品 - 吸血殲鬼ヴェドゴニア
瑞麗（ルイリー）
声 - 田村ゆかり
登場作品 - 鬼哭街
『ニトロ+ロワイヤル』では内家戴天流兄樣使役術と称して兄の孔濤羅に実質的な戦闘を任せていたのに対し、本作では中国拳法を駆使して自ら闘う。
アル・アジフ
声 - 神田理江
登場作品 - 斬魔大聖デモンベイン
沙耶（さや）
声 - 川村みどり
登場作品 - 沙耶の唄
アンナ
声 - 雅姫乃
登場作品 - 月光のカルネヴァーレ
イグニス
声 - 三咲里奈
登場作品 - 塵骸魔京
三世村正
声：須本綾奈
登場作品 - 装甲悪鬼村正
原作では人間形態よりも甲冑形態でいることが多かったためニトロプラスは格闘ゲームのキャラクター化させるのに苦労し、最終的には『装甲悪鬼村正』の原画家であるなまにくATK監修の上で、エクサムの提案を基にプレイヤーキャラクター化させたという経緯を持つ。
牙野原エチカ
声 - あじ秋刀魚
登場作品 - 凍京NECRO〈トウキョウ・ネクロ〉
アーケード版では2015年8月6日のアップデートから使用可能になった。
AC版開発の段階で、原作である『凍京NECRO』がまだ製作中だったため、エクサムの提案を基にプレイヤーキャラクター化させたという経緯を持つ。
セイバー
声 - 川澄綾子
登場作品 - Fate/Zero
すーぱーそに子
声 - すーぱーそに子（詳細非公表）
登場作品 - ニトロプラスのマスコットキャラクター
アーケード版では2015年8月6日のアップデートからパートナーキャラクターとして参戦し、2015年12月24日のアップデートによりプレイヤーキャラクターとして使用可能になった。 CS版では最初からプレイヤーキャラクターとして登場していると同時に、パートナーキャラクターとしても登場している。
プレイヤーキャラクターとして登場するときは、5匹の飼い猫を連れてくる。そに子本人は好戦的な性格のキャラクターではないので、基本的にこれらの飼い猫が攻撃しに行く。
パートナーブリッツである「わたしたち、第一宇宙速度です!」は、バンドメンバーを呼び出す技となっている。
殺戮院鏖禍（さつりくいん おうか）
声 - 金元寿子
登場作品 - ニトロプラスのマスコットキャラクター
焔
声 - 喜多村英梨
登場作品 - 閃乱カグラ ESTIVAL VERSUS -少女達の選択-
愛乃はぁと
声 - 高橋美佳子
登場作品 - アルカナハート3 LOVE MAX SIX STARS!!!!!!。

### パートナーキャラクター
黒のフランコ
声 - 岩田由貴
登場作品 - 続・殺戮のジャンゴ -地獄の賞金首-
パートナーブリッツは相手に向かって瓶を投げ、そこに向かって銃を放つ「殺っちまおうぜショータイム!」。
スピカ
声 - 手塚まき
登場作品 - スマガ
沙紅羅
声 - 青山ゆかり
登場作品 - アザナエル
キャロル
声 - 阿澄佳奈
登場作品 - ギルティクラウン ロストクリスマス
曽根美雪
声 - 手塚まき
登場作品 - 君と彼女と彼女の恋。
『君と彼女と彼女の恋。』のメインヒロイン。パートナーブリッツは相手を後ろから金属バットで打ち飛ばす「パーフェクトスイング」。
向日アオイ
声 - 仙道ミツキ
登場作品 - 君と彼女と彼女の恋。
アルシア
声 - 山本希望
登場作品 - 白貌の伝道師
愛原 奈都美（あいばら なつみ）
声 - 榊原ゆい
登場作品 - "Hello, world."
パートナーブリッツはセグウェイを止めようとして振り回される「急停止は何故か効かない」。
アンリ
声 - 佐伯亜美
登場作品 - 天使ノ二挺拳銃
石馬 戒厳（いしま かいげん）
声 - 北都南
登場作品 - 刃鳴散らす
アナザーブラッド
声 - 神田理江
登場作品 - 機神飛翔デモンベイン
パートナーブリッツは、相手を打ち上げる「禁忌の血を解放（はな）つ、侵せ」。
ドラゴン
声 - 一色ヒカル
登場作品 - 竜†恋（Dra+KoI）
エイミー
声 - 金元寿子
登場作品 - 翠星のガルガンティア
パートナーブリッツは、カイトで飛んできて相手にぶつかって落下する「メッセンジャー」。
常守朱
声 - 花澤香菜
登場作品 - PSYCHO-PASS サイコパス
美鶴木夜石（みつるぎ よいし）
声 - 折笠富美子
登場作品 -  フェノメノ 美鶴木夜石は怖がらない
悪意を感じると嘔吐する体質があり、パートナーブリッツもそれにちなんだものになっている。
寄車むげん
声 - 井澤詩織
登場作品 - ダイン・フリークス
パートナーブリッツである「ヨグ＝ソトースの拳」は、プレイヤー側のキャラクターにも当たる。
アンジェラ・バルザック
声 - 釘宮理恵
登場作品 - 楽園追放
パートナーブリッツである「オートマチック・スマートファイア」は、上空から攻撃する技である。
丈槍由紀
声 - 水瀬いのり
登場作品 - がっこうぐらし!
パートナーブリッツである「クラスのみんな」は多数のゾンビを呼び出す技となっている。
宝形イリア
声 - 柚原みう
登場作品 - 凍京NECRO〈トウキョウ・ネクロ〉
パートナーブリッツである「ステート・マテリアル」は地面から複数の柱を出す技となっている。

### CPU専用キャラクター
アル・アジフ・エクス・モルテス
声 - 神田理江
本作のラスボス。

## 主題歌
オープニングテーマ『Blaster』
作詞 - すーぱーそに子 / 作曲 - 村上正芳 / 編曲 - 第一宇宙速度 + 村上正芳 / 歌 - 第一宇宙速度